# Rapimento di Simona Pari e Simona Torretta
Il rapimento di Simona Pari e Simona Torretta è stato un caso di sequestro di persona a scopo di estorsione avvenuto a Baghdad, in Iraq, il 7 settembre 2004. Le vittime del rapimento sono state le due cooperanti italiane Simona Pari e Simona Torretta, entrambe ventinovenni al momento del rapimento, che lavoravano per la ONG italiana "Un ponte per...". 
Le due ragazze sono state liberate il 28 settembre successivo. Secondo diverse fonti è stato decisivo per la liberazione il pagamento di un riscatto da parte del governo italiano, per una cifra che si è ipotizzato essere fra un milione e quattro milioni di euro.

## Il rapimento e la liberazione
Il 7 settembre 2004 alle 16:56, poco prima della chiusura dell'ufficio al pubblico, un commando armato fece irruzione negli uffici della Ong «Un ponte per...» a Baghdad, con l'obiettivo di sequestrare le due cooperanti italiane e due loro colleghi iracheni, Raed Ali Abdul Aziz e Mahnaz Bassam, che lavoravano per l'associazione INTERSOS. I rapitori, vestiti da militari ma comandati da un uomo in abiti civili, chiamarono i quattro cooperanti per nome e cognome e non spararono alcun colpo, limitandosi a minacciare con le armi.
Il giorno successivo arrivò una rivendicazione del rapimento sul sito «Islamic-Minbar.com», da parte di un gruppo terroristico fino ad allora sconosciuto «Ansar El Zawahri» (I partigiani di El Zawahri), ma non venne ritenuta attendibile. Il 10 settembre, tramite lo stesso sito, il gruppo lanciò un ultimatum all'Italia, chiedendo la liberazione di tutte le prigioniere musulmane dalle carceri irachene in cambio di informazioni sullo stato dei due ostaggi. Il 12 settembre, un ulteriore ultimatum sul sito «Yaislah.org» chiese il ritiro delle truppe italiane dall'Iraq come condizione per lasciare in vita le due cooperanti che altrimenti sarebbero state sgozzate.
Il governo italiano non rilasciò dichiarazioni ufficiali su queste richieste, limitandosi ad una nota di Palazzo Chigi in cui si dichiarava che l'Italia si sarebbe impegnata al massimo per la liberazione di tutti gli ostaggi in Iraq; il Presidente della Repubblica Carlo Azeglio Ciampi lanciò un appello per la liberazione delle due ragazze. Il 13 settembre il ministro degli esteri Franco Frattini si recò in Medio Oriente per tentare di facilitare le trattative per la liberazione. Nei giorni successivi diverse fonti riportarono che le due ragazze erano vive e prigioniere a Fallujah. Secondo il viceministro degli Esteri iracheno Hamid Al Bayati, le due giovani erano state vendute dai sequestratori al gruppo terroristico comandato da Abu Musab al Zarqawi, legato ad Al Qaeda. Al Qaeda smentì successivamente tale ipotesi, dichiarando di non aver mai acquistato le due cooperanti. Il 23 settembre si susseguirono su diversi siti islamici notizie riportanti l'uccisione di Simona Torretta e Simona Pari, uno dei quali nuovamente firmato dall'organizzazione Ansar al Zawahri. Il governo italiano non ritenne attendibile questi comunicati.
Il 25 settembre il quotidiano kuwaitiano al Rai al Aam annunciò che, in base a informazioni ottenute da "fonti fidate", le due italiane erano vive e in buone condizioni. Sempre secondo il quotidiano, i rapitori non erano intenzionati ad avviare mediazioni per il rapimento e avrebbero liberato gli ostaggi solo in seguito al ritiro delle truppe italiane dal territorio iracheno. Queste informazioni vennero ritenute dei "messaggi in codice" rivolte dai rapitori ai Servizi segreti italiani. Il 28 settembre Al Jazeera annunciò la liberazione delle due cooperanti, mostrando poi in un servizio le due ragazze assieme a Maurizio Scelli, commissario straordinario della Croce Rossa Italiana. Assieme alle due ragazze vennero rilasciati anche i due colleghi iracheni rapiti assieme a loro.